# Daugava-Stadion (Liepāja)
Das Daugava-Stadion (lettisch Daugavas stadions) ist ein Fußballstadion mit Leichtathletikanlage in der lettischen Stadt Liepāja. Die Spielstätte liegt nur wenige Meter vom Ostseestrand entfernt. Es gilt als eines der schönsten Fußballstadien des Landes.

## Geschichte
Nach dem Baubeginn 1922 wurde das Daugava-Stadion in Liepāja am 14. Juni 1925 offiziell eröffnet. Während des Zweiten Weltkrieges diente es als Flugplatz. Nach dem Krieg entstand eine hölzerne Tribüne für 1.000 Zuschauer und neue Umkleideräume mit Duschen. Anfang der 1960er Jahre wurde die Holztribüne durch eine 5.000 Zuschauer fassende Tribüne aus Stahlbeton ersetzt. Weiter wurden auch Dusch-, Kraft- und Fitnessräume angebaut sowie erweitert. In den 1970er Jahren fand die nächste Erweiterung statt. Die Zuschauerkapazität liegt heute bei 5.008 Plätzen. Es ist die Heimspielstätte des FK Liepājas Metalurgs aus der Virslīga, und des gleichnamigen Sportklubs SK Liepājas Metalurgs. Zusätzlich werden Länderspiele der zahlreichen lettischen Fußballnationalmannschaften in diesem Stadion ausgetragen. Ebenso fanden Finalspiele um den Lettischen Fußballpokal im Daugava-Stadion statt. In den Jahren 1992 und 1998 wurden Länderspiele im Baltic Cup hier ausgespielt. 